# Думбрава (Клуж)
Думбрава (рум. Dumbrava) насеље је у Румунији у округу Клуж у општини Капушу Маре. Oпштина се налази на надморској висини од 639 m.

## Становништво
Према подацима из 2002. године у насељу је живело 408 становника.

### Попис2002.
| Расподела становништва по националности 2002.‍ | Расподела становништва по националности 2002.‍ | Расподела становништва по националности 2002.‍ | Расподела становништва по националности 2002.‍ | Расподела становништва по националности 2002.‍ |
| --------------------------------------------- | --------------------------------------------- | --------------------------------------------- | --------------------------------------------- | --------------------------------------------- |
|                                               |                                               |                                               |                                               |                                               |
| Румуни                                        | Румуни                                        |                                               | 151                                           | 37,2%                                         |
| Мађари                                        | Мађари                                        |                                               | 163                                           | 40,1%                                         |
| Роми                                          | Роми                                          |                                               | 92                                            | 22,7%                                         |